# 선재리공영버스
선재리공영버스는 인천광역시 옹진군 영흥면 소재 공영버스 운수회사이다.

## 운행노선

### 공영버스
● 영흥공영4번 : 선재어촌체험관 - 영흥도터미널

## 주요차종
전 차량이 레스타로 운행한다.